# Elektrofon

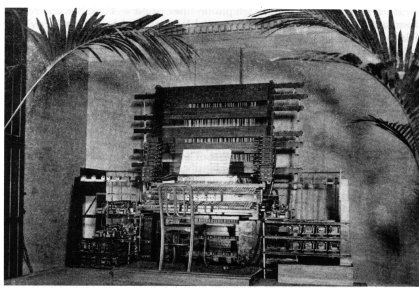
Telharmonium (Thaddeus Cahill) 1897

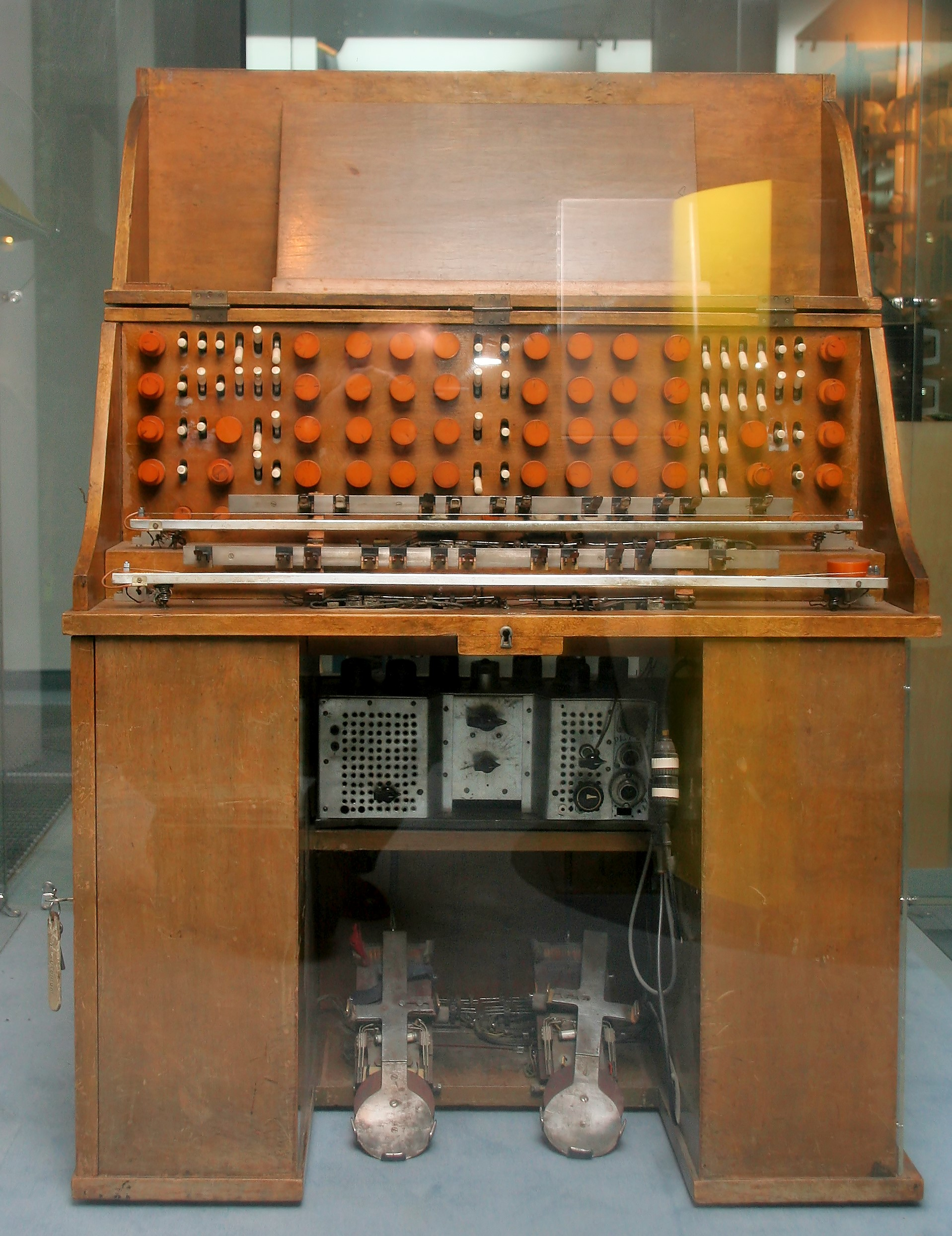
Mixturtrautonium (Oskar Sala) 1928

Elektrofon je hudební nástroj, jehož zvuk je vytvářen elektricky. V původní klasifikaci Hornbostela a Sachse z roku 1914 ještě nebyly elektrofony obsaženy.
Mezi elektrofony nejsou obvykle zařazovány nástroje ozvučené, které jsou schopné hry i bez ozvučení a jejichž zvuk je pouze snímán, elektricky zesilován nebo pozměňován. Nástroje, u nichž je snímací element jejich součástí a u nichž je elektrické zesílení a zpracování signálu nedílnou součástí jejich zvuku, patří mezi elektroakustické elektrofony. Například akustická kytara snímaná mikrofonem se řadí mezi chordofony; elektrická kytara, která má zabudované snímače a jejíž zvuk spoluvytváří použitý zesilovač a reprosoustava, patří do skupiny elektroakustických elektrofonů.
Mezi elektrofony nepatří ani nástroje u nichž se elektřina používá pouze jako zdroj energie (např. píšťalové varhany s elektricky poháněným dmychadlem) nebo nástroje s elektricky řízeným ovládáním (např. některé mechanické klavíry).

## Systematika
| Název                                                                    | Popis                                                        | Zástupci                                                     |
| ------------------------------------------------------------------------ | ------------------------------------------------------------ | ------------------------------------------------------------ |
| Elektroakustické (též elektrofonické nebo elektromechanické) elektrofony | zvuk vzniká mechanicky a elektricky je zesilován a upravován | elektrická kytara, Hammondovy varhany, elektrické piano      |
| Elektronické elektrofony                                                 | zvuk je vytvářen čistě elektronicky                          | syntezátor, theremin vox, Martenotovy vlny, digitální klavír |

Elektromechanické nástroje lze rozdělit podle typu snímání mechanických kmitů. Snímače mohou být elektromagnetické, elektrostatické, piezoelektrické či optické. Zvukové generátory mohou být kmitající nebo rotační.
Mezi elektromechanickými nástroji lze nalézt též samplery, přehrávající zaznamenané zvukové vzorky tradičních nástrojů - Mellotron, Chamberlin, Optigan, Orchestron atd.
Elektronické nástroje se dělí na analogové (pracující se spojitými změnami elektrických veličin), digitální (pracující se signály v číslicové podobě) a hybridní (kombinující oba principy).
Podle způsobu generování zvuku lze elektronické nástroje rozdělit na syntetizéry, u kterých je hlavním režimem činnosti přetváření signálů, a samplery, jejichž základem je reprodukce zaznamenaných zvuků. U moderních nástrojů se většinou oba principy kombinují a uvedené tradiční dělení pozbývá původního významu.